# Gabriel Iordan-Dorobanțu
 (août 2014).
Si vous disposez d'ouvrages ou d'articles de référence ou si vous connaissez des sites web de qualité traitant du thème abordé ici, merci de compléter l'article en donnant les références utiles à sa vérifiabilité et en les liant à la section « Notes et références ».
Œuvres principales
- Poarta Raiului

Gabriel Iordan-Dorobanțu, connu sous son pseudonyme de Gavriil Stiharul, né le 28 novembre 1958 à Giurgiu en Roumanie, est un poète roumain, auteur de poésie d'inspiration chrétienne.

## Biographie
À l'âge de 22 ans il écrit de la poésie d'inspiration chrétienne, interdite par le régime communiste. Ses poèmes sont alors transmis oralement. Il écrit aussi des chants chrétiens.